# Главна група паласити
Главната група паласити (PMG) е основната група на клас Паласити, спадащи към каменно-железните метеорити, която съдържа най-много членове. До 4 септември 2021 г. откритите и наименувани паласити от този вид са 60.

## Произход и формиране
Около 90 – 95% от паласитите от групата имат сходен състав и предполагаемо произхождат от едно тяло – заключение, базирано на тяхната кохерентна систематика с три-кислородни изотопа. Останалите вероятно са получени от няколко допълнителни астероида. Тъй като повечето паласити са съставени от ъгловати фрагменти от оливин, вградени в никел-желязна смес, се смята, че са резултат от въздействие между смесени оливинови фрагменти от мантията и разтопения метал от ядрото.
Елементните и кислородни изотопни състави от никел-желязото са подобни на тези на железните метеорити от IIIAB група. Химическият състав на метала в паласитите и железните метеорити също е сходен, с изключение на това, че повечето паласити от главната група съдържат много малко иридий и други елементи, които са по-стабилни при твърд метал, отколкото при течен. Това предполага, че техният метал е получен от ядрото на астероид, след като около 80% вече е втвърден. За паласитите от главната група скоростите на охлаждане не са свързани нито с формата на оливиновите зърна, нито с обема на никела, за разлика от железните метеорити от групите IIIAB, IVA и IVB.

## Състав и структура
Паласитите от тази група съдържат богати на магнезий оливинови кристали, разпръснати в никел-желязна матрица. Обемното съотношение на оливин към метал е приблизително 2:1. Размерите на оливиновите кристали варират в границите 0,5 – 2 см. Между тях и матрицата често се срещат допълнителни минерали като троилит, шрайбрезит и хромит.
Около 15 – 20% от паласитите от тази група, като Бренам, показват доста различни текстури, състоящи се от заоблени кристали на оливин с общи граници на зърната, които приличат на тези в метаморфизираните скали. Тъй като зоните с малки оливинови зърна с ъгловата форма показват микроскопични текстури, е направен изводът, че закръглените текстури са резултат граничната миграция на зърната при високи температури. Паласитите с големи заоблени оливинови зърна са прекарали по-дълго време при високи температури, когато металът е бил частично разтопен, отколкото тези с големи ъгловати оливини.

## Известни членове
- Паласовото желязо, наричано още Красноярск, е първият метеорит, открит в Русия. Това става през 1974 г. на около 200 км от град Красноярск, когато все още метеоритите не са познати като явление. Има желязно-никелова матрица с множество включвания на кристали оливин. [6]
- Брагин е паласит с общо тегло 823 кг., открит в Брагински район, Гомелска област на Беларус. Това е цяла група от фрагменти на разрушен метеорит, които са откривани и регистрирани по различно време – от 1807 до 1968 г. Съставен е от оливин в никел-желязна матрица. При микросондово изследване са открити 15 вида минерали и алумосиликатно вулканично стъкло със сложен състав. [7] [8]
- Бренам (Brenham) е метеорит, разрушен по време на падането си и в продължение на години, и до наши дни, се откриват многобройни части от него. Първият фрагмент е намерен през 1882 г. в околностите на Бренам, Канзас, САЩ. Категоризиран е като паласит от главната група през 2000 г. Общото тегло на всички открити части е около 4,3 тона. [9][10]
- Имилак (Imilac) е паласит с общо тегло от 920 кг. Разрушен е при падането си и до 2021 г. са намерени 44 фрагмента от него. Открити са в пустинята Атакама в Чили, като първата част е намерена през 1822 г. [11] Състои се от мозайка от цветни оливинови кристали, разпръснати в желязо-никелова матрица.